# Nelly Meyer-Fankhauser

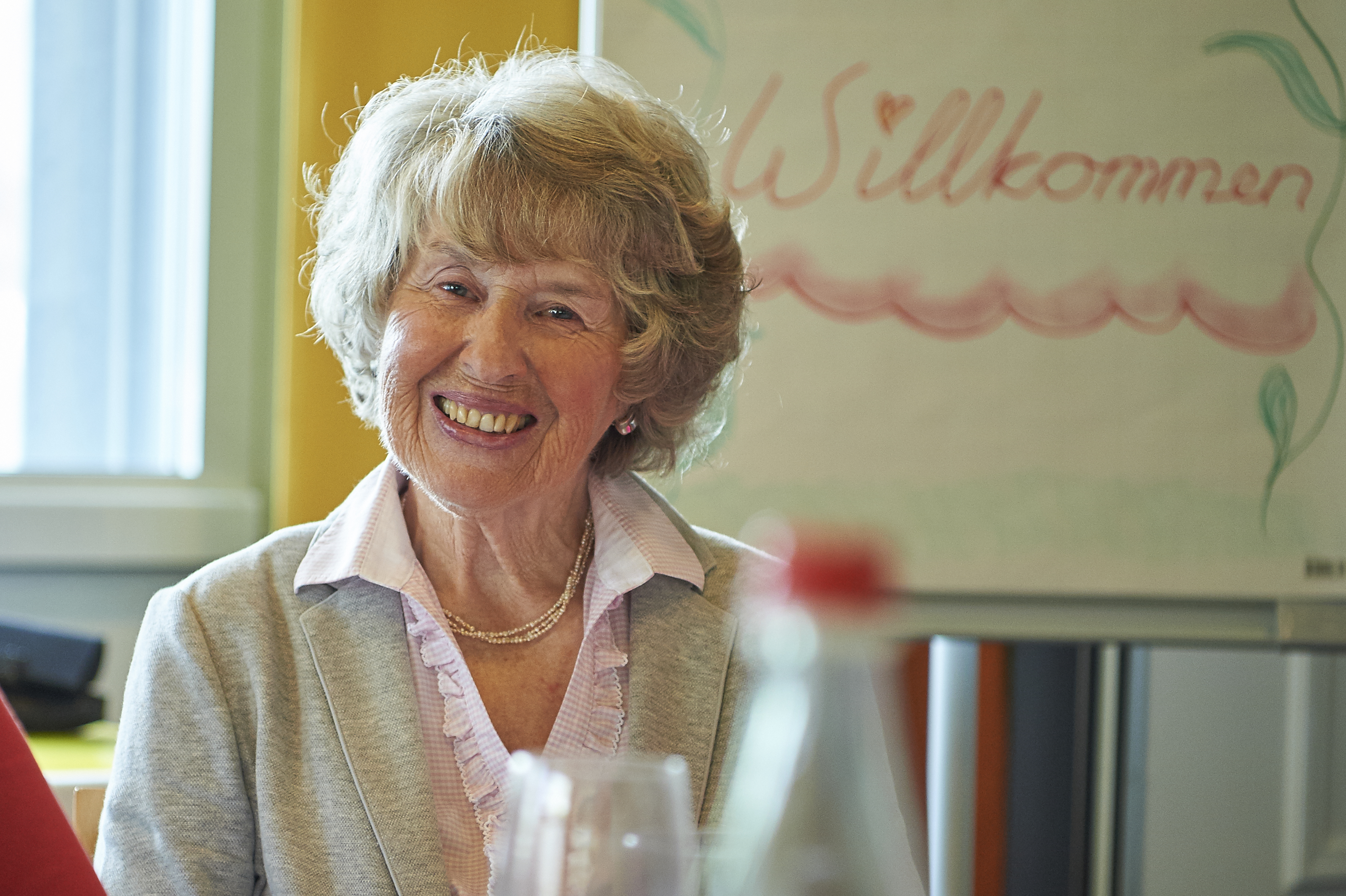
Nelly Meyer-Fankhauser, 2017

Nelly Meyer-Fankhauser (* 15. August 1939 in Burgdorf BE) ist eine Schweizer Unternehmerin und Gründerin des Netzwerks für Einfrau-Unternehmerinnen NEFU Schweiz.

## Leben und Engagement
Nelly Meyer ist in Burgdorf als Tochter einer belgischen Fremdsprachen-Korrespondentin und eines Schweizer Elektroingenieurs gemeinsam mit ihren beiden Schwestern aufgewachsen. Während ihrer Gymnasialzeit lernte sie ihren heutigen Ehemann, Jürg H. R. Meyer, kennen, mit dem sie heute in Frenkendorf wohnt.
Von 1971 bis 1987 arbeitete Nelly Meyer Teilzeit als Fremdsprachen-, Personal- und Alleinsekretärin sowie als Sachbearbeiterin. Im Alter von 48 Jahren, inzwischen Mutter von zwei erwachsenen Kindern und Grossmutter einer Enkeltochter, gab sie ihre Stelle als Direktionsassistentin in einem Ingenieur- und Architekturbüro auf und ging in die Selbständigkeit. Ihr eigenes Unternehmen nannte sie Nelly’s Office – Ihr kreatives Schreibbüro.
Während ihrer selbständigen Tätigkeit fehlte Meyer der Austausch mit anderen Alleinunternehmerinnen. Als sie feststellte, dass sie mit diesem Bedürfnis nicht allein war, gründete Nelly Meyer-Fankhauser am 30. Oktober 1993 in Liestal NEFU Schweiz (Das Netzwerk für Einfrau-Unternehmerinnen). Das Frauennetzwerk zählte zu Beginn 63 Mitglieder. Jeden zweiten Tag trat eine neue Netzwerkerin bei, im Jahr 2000 waren es über 1000 Unternehmerinnen, die Mitglieder waren.
Nach dem Aufbau der zentralen Koordinations- und Informationsstelle folgten sieben regionale NEFU-Koordinationsstellen mit eigenem Aktionsprogramm in der Deutschschweiz, je eine in der Suisse romande und im Wallis. Grenzüberschreitend gründeten engagierte Netzwerkerinnen NEFU Deutschland (1996), NEFU Frankreich (1998) und NEFU Portugal (2002).
Während ihrer Koordinationszeit (1993 bis 2003) führte Meyer gesamtschweizerische Jahrestreffen, Podiumsveranstaltungen, Workshops und Weiterbildungsprogramme durch. 2015 wurden die Netzwerkerinnen zum ersten Gipfeltreffen eingeladen, bei der Organisation des zweiten Gipfeltreffens half Meyer organisatorisch mit. Stiftungen, Banken, Versicherungen und Unternehmen unterstützten die NEFU bei Projekten und Forschungsaufträgen finanziell und ideell.
Am 5. April 2001 liess Nelly Meyer den Namen NEFU beim Eidgenössischen Institut für Geistiges Eigentum (IGE) als Marke eintragen und schützen. Zwanzig Jahre später wurde der Eintrag zum zweiten Mal um zehn Jahre verlängert.
Am 24. September 2003, nach einem aufwändigen Neustrukturierungsprozess, übergab sie die operative Leitung des Netzwerks an ihre Nachfolgerinnen.
Am 20. Oktober 2003 wurde Nelly Meyer für ihr 10-jähriges Engagement zugunsten ihres Unternehmerinnen-Netzwerkes vom Regierungsrat beider Basel mit der Verleihung des Chancengleichheitspreises 2003, des „heissen Eisens“, zusammen mit den Baufrauen Basel gewürdigt.
Als Initiantin des NEFU PrixEngagement ehrte Meyer besonders engagierte Netzwerkerinnen, erstmals am 8. November 2008.
Anlässlich seines 20-Jahre-Jubiläums fand Nelly Meyer Sponsoren und Gönner, die dem Netzwerk im Februar 2013 einen Stand an der Muba ermöglichten.
Bis 2018 wirkte Meyer strategisch aktiv mit und zog sich nach dem Jubiläumsfest zum 25-jährigen Bestehen von NEFU schliesslich zurück.

## Werk
Im März 2000 veröffentlichte sie zusammen mit der Radiojournalistin Jeannette Plattner die Erfolgsgeschichte von NEFU im Handbuch „Wirtschaften ist weiblich – vernetzt denken auch“ und verkaufte 2000 Exemplare. Die 2. Auflage erschien im Jahr 2003 und enthielt neben einem Leitfaden für Existenzgründerinnen und  sieben Porträts von selbstständigen Unternehmerinnen auch Nelly Meyers Gedanken zur Weiterentwicklung von NEFU.
Im Februar 2000 publizierte die damalige Fachhochschule Solothurn (FHSO, die heutige FHNW Fachhochschule Nordwestschweiz) in enger Zusammenarbeit mit NEFU Schweiz den von Nelly Meyer initiierten und in Auftrag gegebenen Forschungsbericht „Die neuen Selbständigen“. Ziel dieser Forschung war die systematische Analyse des Unternehmens-Gründungsgeschehens in der Schweiz.
In einer empirischen Studie mit dem Titel „Frauen-Power unter der Lupe“ untersuchte die FHSO in Olten, erneut im Auftrag von und in Zusammenarbeit mit NEFU Schweiz, die geschlechtsspezifischen Unterschiede zwischen Jungunternehmerinnen und Jungunternehmern. Die Ergebnisse wurden im Juni 2000 veröffentlicht.